# Beulaigua (Llusanés)
Beulaygua (en catalán y oficialmente Beulaigua) es una localidad que del municipio de San Martín del Bas, en la comarca del Llusanés, provincia de Barcelona. Se halla al sur del término municipal, junto a la carretera BV4342 que la conecta con Santa Eulalia de Puigoriol por el norte y con Santa Creu de Jutglar por el sur y entre las rieras Gavarresa y del Llusanés. 

## Historia
El núcleo de población se empezó a formar a principios del siglo XVIII junto a un camino ganadero.
La actual carretera se construyó en 1970.